# Дипломатическая миссия Российской империи в Черногории
Дипломатическая миссия Российской империи в Черногории (черног. Rusko poslanstvo) — дипломатическое представительство Российской империи в Черногории, располагавшееся в бывшей столице Черногории — Цетине.

## История
Дипломатические отношения между Российской империей и княжеством Черногория были установлены в 1878 году. В 1900 году российской стороной было принято решение о возведении отдельного здания для дипломатической миссии, строительство которого завершилось в 1903 году по проекту итальянского архитектора Коррадини. Здание окружал просторный парк, по периметру которого была установлена кованная ограда. Лицевой фасад двухэтажного здания был украшен барочной композицией. Здание прослужило своим целям до 1915 года. Впоследствии в нём располагались образовательные учреждения, с 1953 года — детская больница, в 1981—1986 годы — факультет культурологии, с 1988 года — факультет изящных искусств университета Черногории. Претерпел реставрацию после землетрясения 1979 года. 14 июня 2012 года в здании случился пожар, в результате которого был сильно повреждён второй этаж с мансардой. C 1960 года является объектом культурных ценностей Черногории.